# ثقافة ألمانيا
بدأت الثقافة الألمانية قبل فترة طويلة من بروز ألمانيا باعتبارها دولة قومية وامتدت عبر العالم الناطق بالألمانية بأكمله، فقد تشكلت جذور الثقافة في ألمانيا بواسطة تيارات فكرية وشعبية كبيرة في أوروبا، الدينية منها والعلمانية . وقد سميت ألمانياً تاريخياً ببلد الشعراء والمفكرين.
الولايات الإتحادية هي المسؤولة عن المؤسسات الثقافية، فهناك 240 مسرحاً مُدعماً، مئات الأوركسترا السيمفونية ، و الآلاف من المتاحف ، وأكثر من 25 ألف مكتبة منتشرة في ربوع ألمانيا، لذلك تتمتع هذة الفرص الثقافية بالكثير، فهناك أكثر من 91 مليون زائر للمتحف الألماني كل عام ، 20 مليون زائر للمسارح و 3,6 مليون مستمع للأوركسترات الألمانية في الأوبرا سنوياً ، و قد أدرجت اليونسكو 39 معلماً ألمانياً في قائمة التراث العالمي . وتكتب الألمانية باستخدام الأبجدية اللاتينية ، بالإضافة إلى الأحرف الـ26 الرئيسية تمتلك الألمانية 3 حروف علة بالتشكيل، وهي ( ä, ö, ü ) وحرف الإستسِت (Eszett) الذي يُكتب "ß" .

## اللغة
اللغة الألمانية هي اللغة السائدة والمنطوقة في ألمانيا، وهي واحدة من 23 لغة رسمية في الاتحاد الأوروبي، وإحدى لغات العمل الثلاث التابعة للمفوضية الأوروبية، بالإضافة مع اللغة الإنجليزية والفرنسية ، كما أنها محمية رسمياً من قبل الميثاق الأوروبي للغات الإقليمية أو لغات الأقليات (بالإنجليزية: ECRML)‏ .
الألمانية القياسية هي لغة جرمانية غربية ، وترتبط ارتباطاً وثيقاً وتصنف إلى جانب الإنجليزية والهولندية واللغات الفريزية ، وإلى حدٍ ما، فهي ترتبط أيضاً بالشرق (انقرضت) واللغات الجرمانية الشمالية ، وتستمد الألمانية معظم مفراداتها من الفرع الجرماني من عائلة اللغات الهندو الأوروبية .

## معرض صور

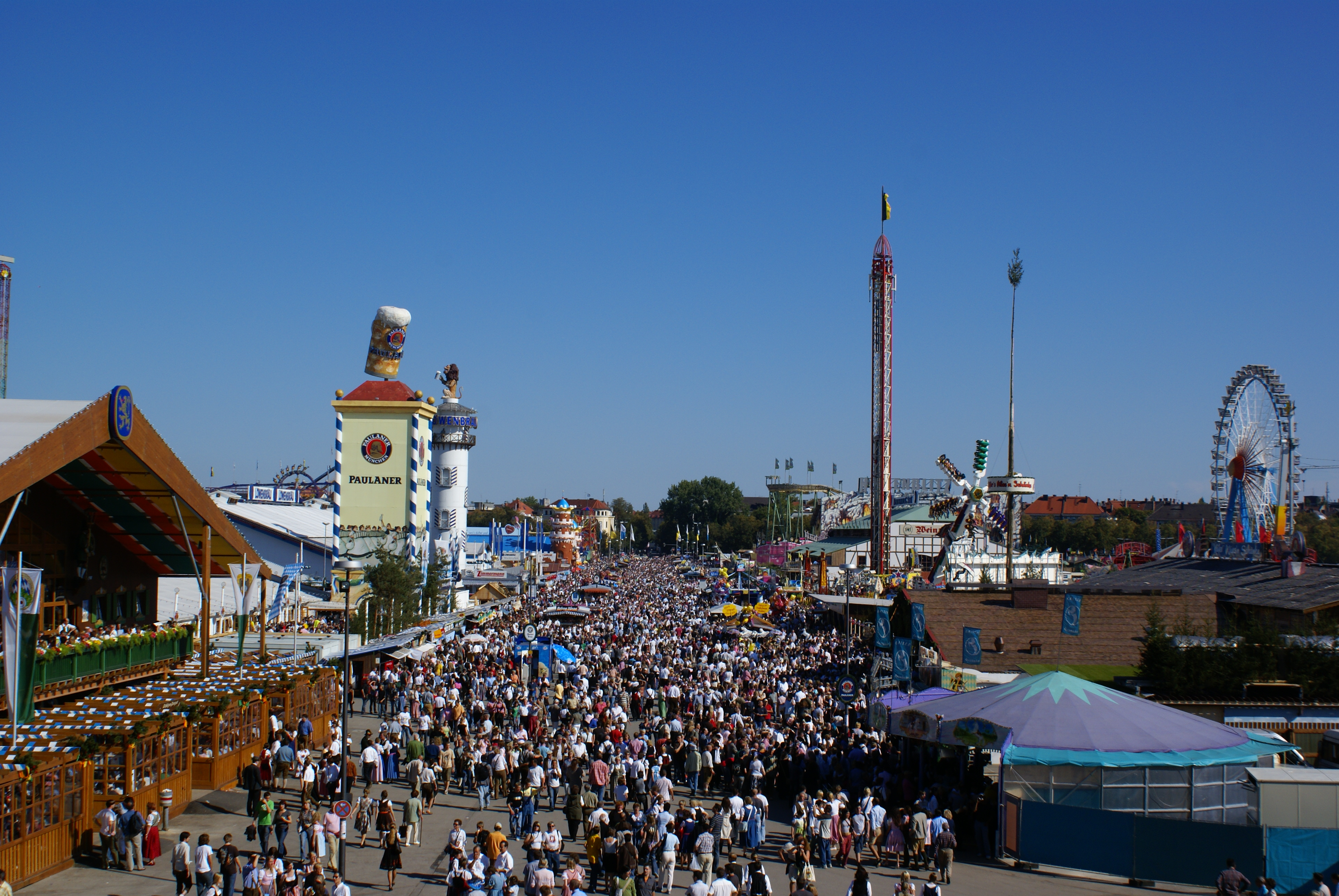
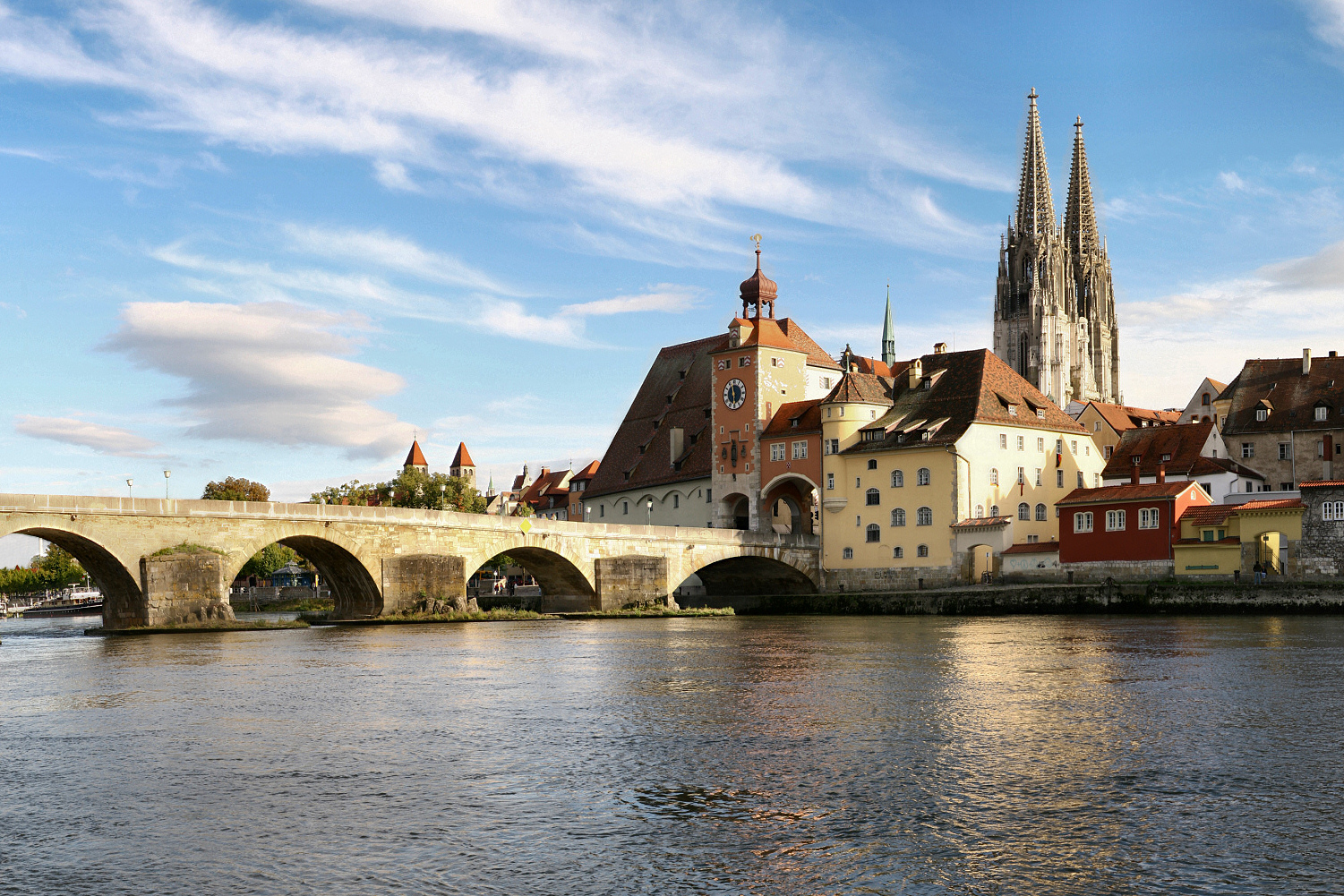
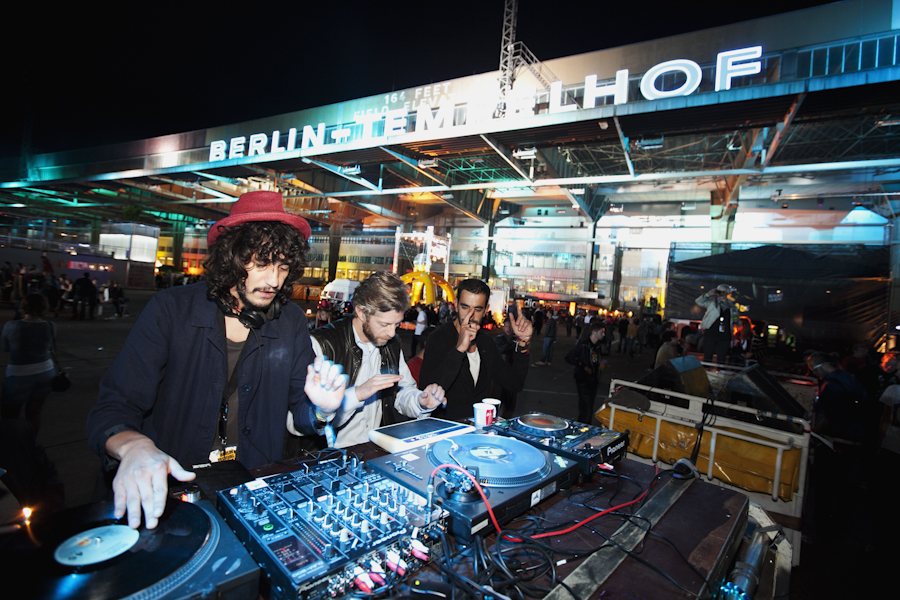
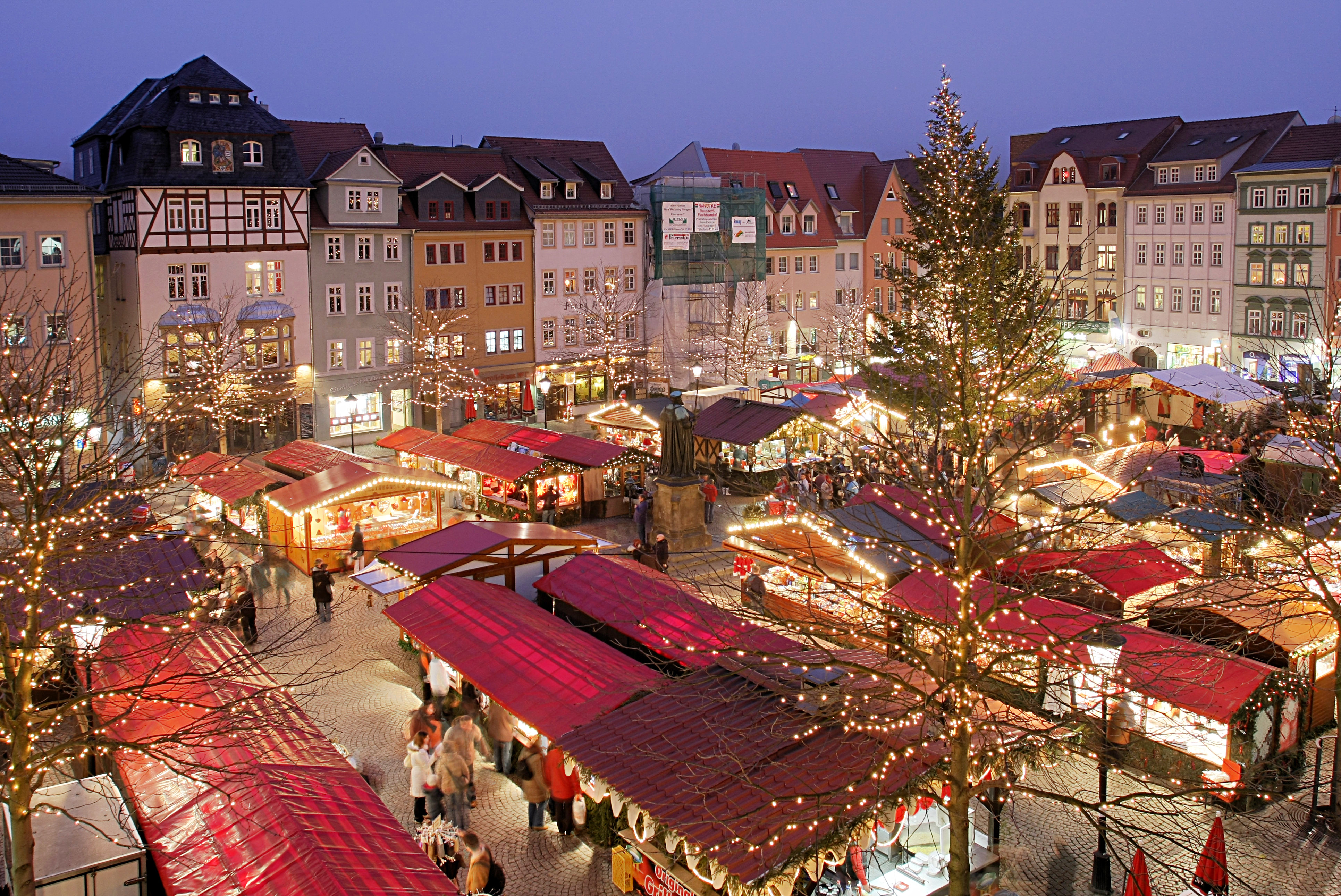

## مزيد من القراءة
- خليل، معاوية مكي (2006). "ألمانيا: دولة الفلاسفة وأقطاب الموسيقى"، دار الثقافة، القاهرة